# Ménalo (monte)
Ménalo (en griego moderno Μαίναλο, antiguo Μαίναλος y Μαίναλον, en latín: Maenalus) es un monte de Arcadia (Grecia) situado al noroeste de la actual ciudad de Trípoli.  
Es el monte más alto de la región de Arcadia. Cubre un área de entre 15 y 20 km de norte a sur y de 5 a 10 km de este a oeste. Estaba cubierto por bosque autóctono, pero la mayoría se incendió en el año 2000 y especialmente en septiembre de 2011. Tiene una estación de esquí situada a 1.550 m de altura, en Ostrakina.

## Antigüedad
Su nombre procede de un personaje mitológico llamado Ménalo, hijo de Licaón. En la antigüedad se extendía a sus pies la ciudad del mismo nombre, Ménalo en la llanura denominada Menalia. El monte estaba consagrado al dios Pan que recibía por eso el sobrenombre de Menalio. En este monte crio el dios Pan los perros de caza que regaló a la diosa cazadora Ártemis, y en  este monte la cazadora Atalanta salió al encuentro de Jasón para embarcarse en el viaje a la Cólquida.

## Geografía
El suelo de Ménalo está compuesto principalmente de cal, entre varios sustratos calcáreos.
Ménalo tiene varios picos con nombre propio. Enumerados por altura, entre estos se incluyen:
- Ostrakina (griego: Οστρακίνα) o Profitis Ilias (griego: Προφήτης Ηλιας), 1.981 metros
- Pateritsa (en griego: Πατερίτσα), 1.875 metros
- Aidini (griego: Αϊδίνη), 1.849 metros
- Mavri Koryfi (griego: Μαύρη Κορυφή), 1.818 metros
- Murtzia (griego: Μουρτζιά), 1.794 metros
- Mesovuni (griego: Μεσοβούνι), 1.730 metros
- Krevatia (griego: Κρεββάτια), 1.563 metros
- Epano Jrepa (griego: Επάνω χρέπα), 1,559 metros
- Lioritsi (griego: Λιορίτσι), 1.155 metros
- Sterna (griego: Στέρνα), 1.071 metros

## Ecología
La montaña alberga muchos bosques de abeto griego y pino de Crimea. La red Natura 2000 considera a estos bosques como la «mejor representación [del abeto griego y el pino de Crimea] en el Peloponeso».

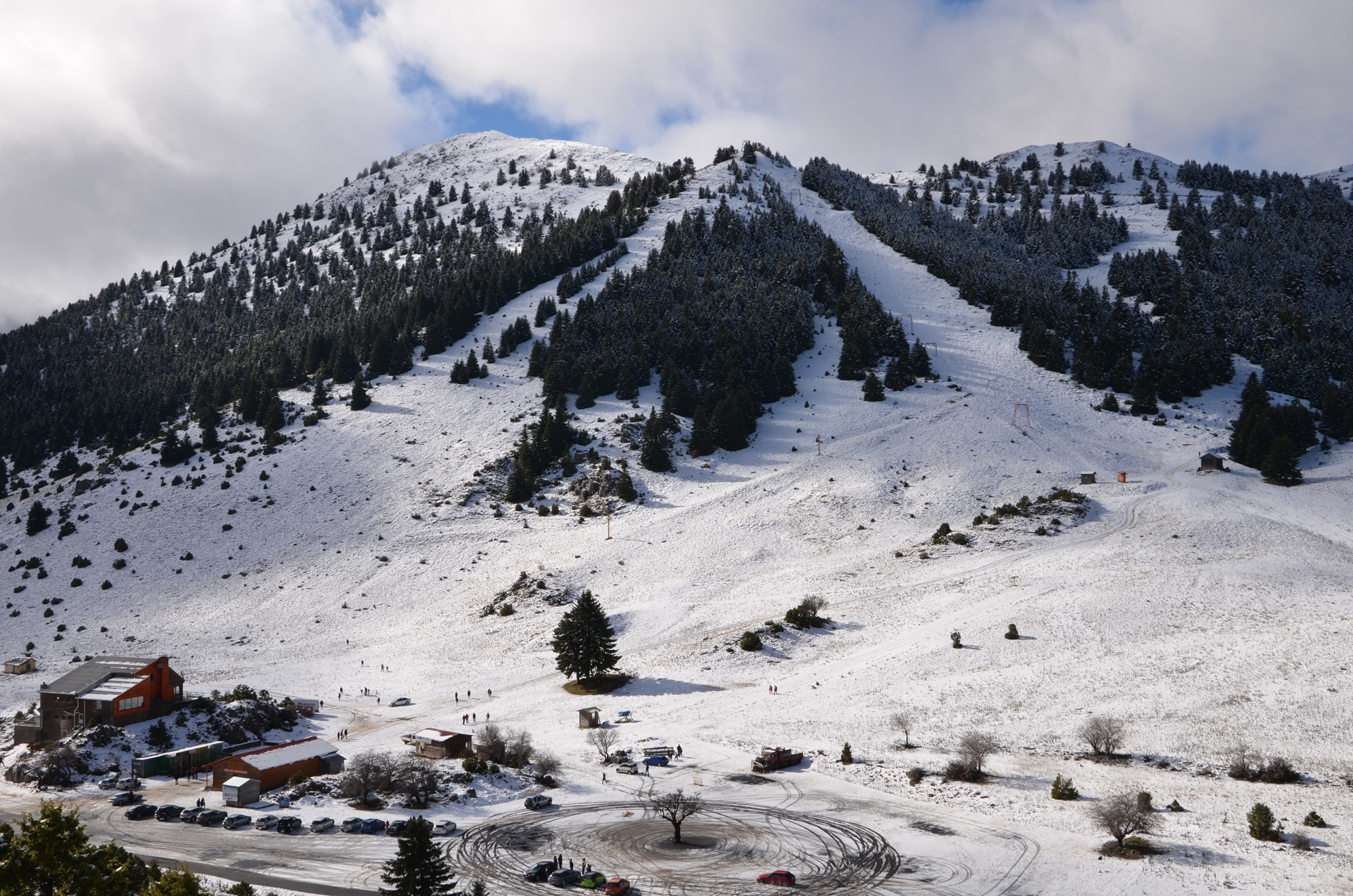
Laderas nevadas en el centro de esquí de Ostrakina

Ménalo tiene múltiples ambientes ecológicos, que consisten en:

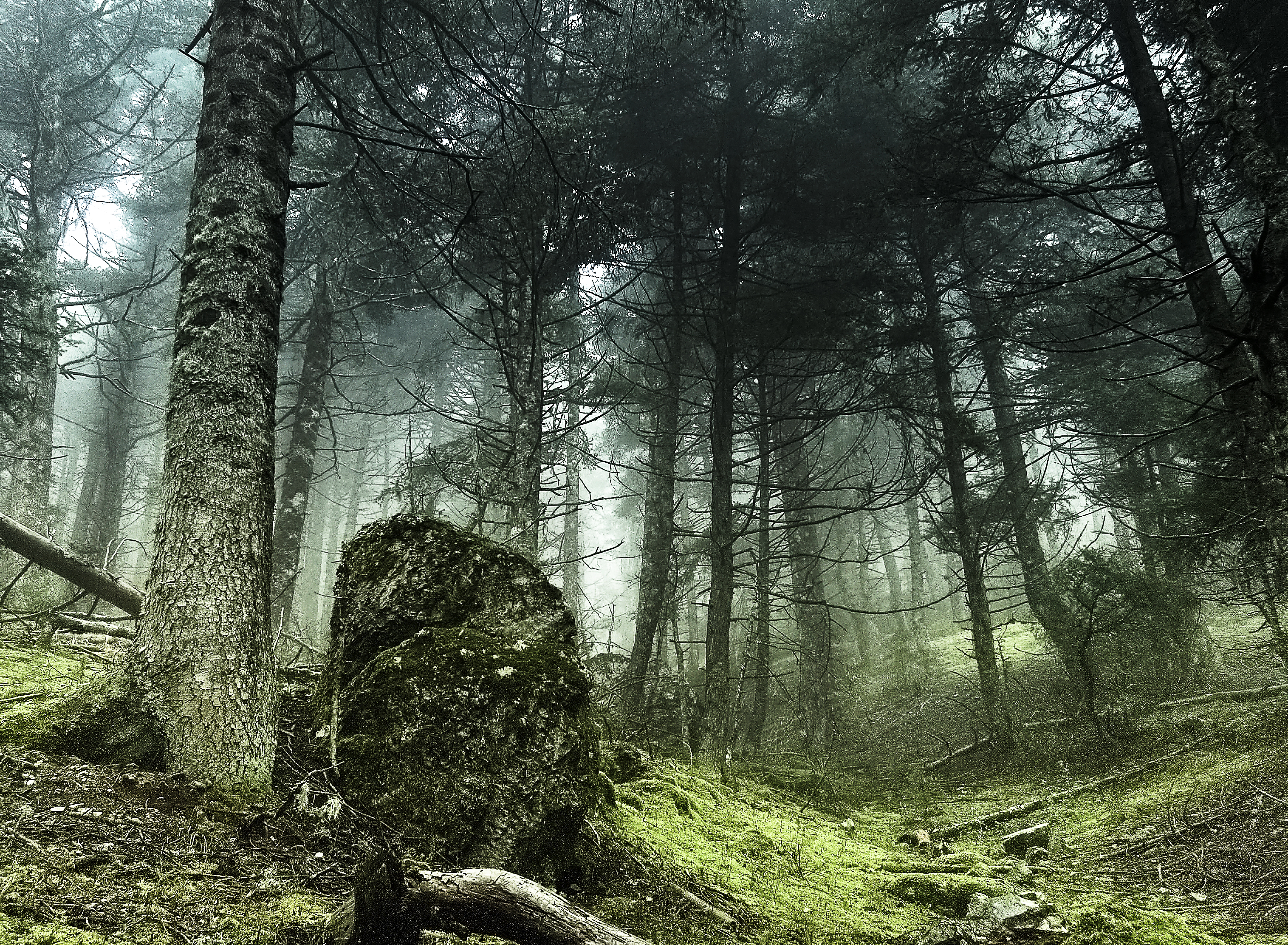
Bosque de abetos en Ménalo

- Matorrales arborescentes mediterráneos, que cubren 8,96 km² de la montaña, que consiste en arbustos de hoja perenne esclerófilos mediterráneos y submediterráneos agrupados bajo enebros arborescentes.
- Brezales endémicos oro-mediterráneos con tojo, que cubren 5,57 km² de la montaña, que consiste en un entorno montañoso seco. Los brezales mediterráneos generalmente están dominados por especies de Genista, conteniendo también varios otros arbustos, a menudo espinados, como Acantholimon, Astragalus, Erinacea, Bupleurum, Psilotrichum, Echinospartum y Anthyllis. Este entorno también incluye una variedad de Asteraceae y Lamiaceae.
- Laderas calcáreas rocosas con vegetación litófita, que cubren 0,22 km² de la montaña, que consiste en acantilados de piedra caliza y rocas, con gran diversidad ecológica, con muchas plantas endémicas que crecen en fisuras dentro de la roca.

Muchos anfibios, reptiles, mamíferos, insectos y aves depredadoras diurnas habitan en Ménalo. Estos incluyen, entre otros:
- Reptiles como la serpiente látigo de los Balcanes, la tortuga marginada, el gecko de Kotschy, el lagarto de roca griego, el lagarto de pared del Peloponeso, el esquinco cobrizo europeo y la víbora cornuda.
- Mamíferos como la liebre europea, la garduña, el tejón europeo, el nóctulo pequeño, el lirón gris, el topillo de pino de Thomas y el ratón occidental de dientes anchos.
- Anfibios como el sapo verde europeo, la rana arbórea europea y el sapo de espuelas sirio.
- Aves como el azor común, el gavilán común, el busardo ratonero, el cernícalo común y el halcón peregrino.
- Insectos como las mariposas Kretania sephirus, Spialia phlomidis, la mariposa oriental de punta naranja y la mariposita blanca de montaña.